# Basco-Américains
Les Basco-Américains (ou Euskal estatubatuarrak en basque) sont les Américains ayant en partie ou en totalité des origines basque. Selon le l'American Community Survey pour la période 2011-2015, 57 607 Américains déclarent avoir au moins un ancêtre basque.

## Démographie
Les États possédant le plus d'Américains avec une origine basque pleine ou partielle sont la Californie (17 598), l'Idaho (8 196), le Nevada (5 056), l'Oregon (3 162) et Washington (2 579).

## Personnalités
Ce qui suit est une liste de personnalités avec des origines basques :
- Sam Etcheverry, joueur de football canadien.
- John Garamendi, lieutenant-gouverneur de la Californie.
- José Iturbi, compositeur, chef d'orchestre et pianiste.